# Council House
Pour les articles homonymes, voir Council.
La Council House est un immeuble de bureaux situé sur St Georges Terrace à Perth, en Australie.

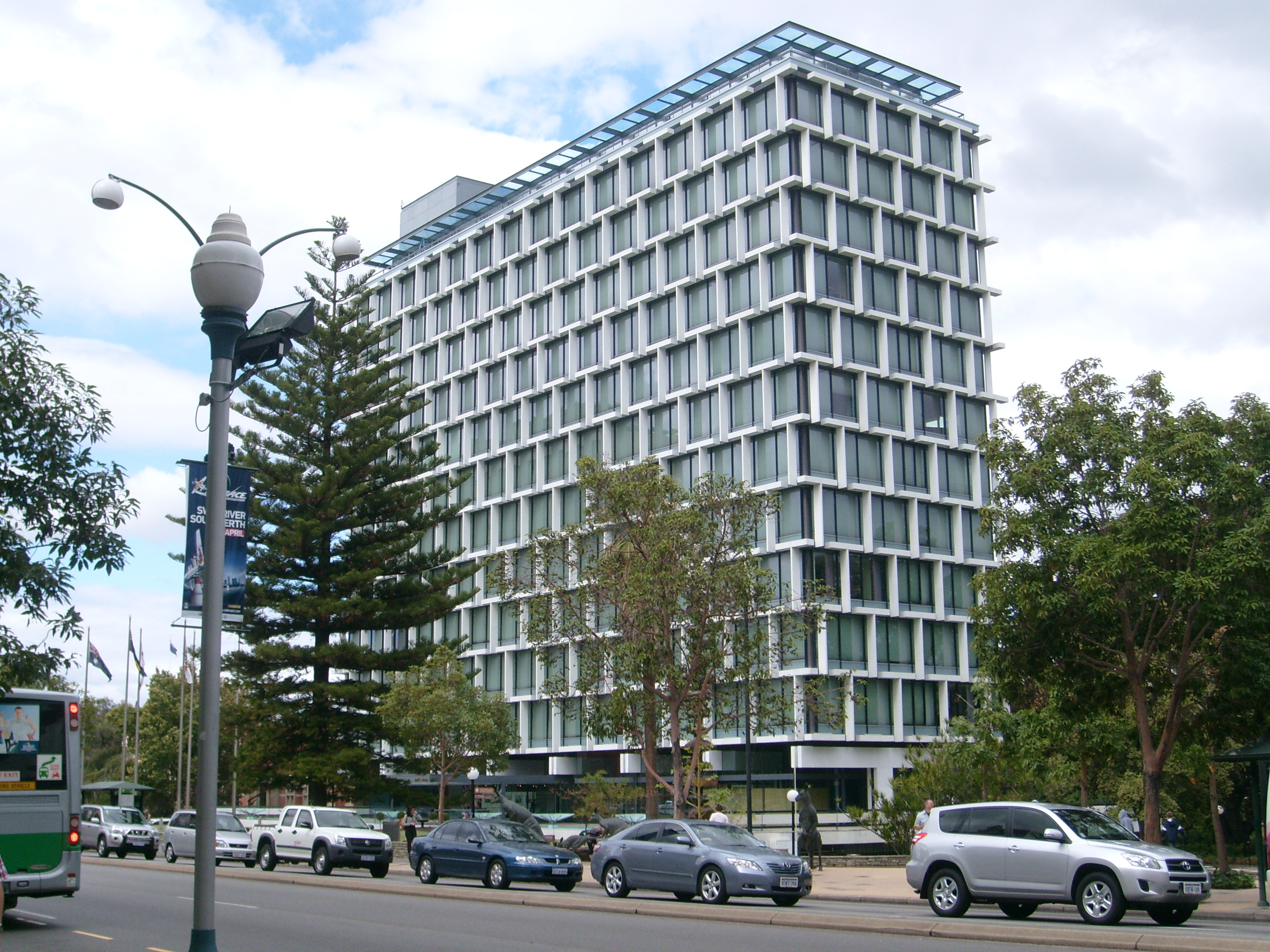
La Council House.